# Экер, Шейн
Шейн Экер (англ. Shane Acker; род. 1971, Уитон) — американский режиссёр-аниматор. Известен как автор компьютерного анимационного фильма «9», продюсерами которого стали Тим Бёртон и Тимур Бекмамбетов.

## Биография
Родился в 1971 году в Уитоне, пригороде Чикаго (США, штат Иллинойс). Изучал архитектуру и работал в качестве дизайнера в течение нескольких лет, прежде чем стать аниматором. Его первый фильм «Hangnail», был представлен на UCLA Animation Workshop, и демонстрировался на международном фестивале Animac Film в Испании и Brisbane International Animation Festival в Австралии. Шейн Экер учился в Университете штата Флорида, где он получил степень бакалавра в области архитектуры в 1994 году, и Калифорнийском университете, где он получил степень магистра архитектуры в 1998 году. Работал над спец-эффектами фильма Властелин колец: Возвращение короля. В настоящее время он получает степень Магистра изящных искусств (Master of Fine Arts) в области анимации в Калифорнийском университете в Лос-Анджелесе (UCLA).

## Фильмография
- 2012 — Deep
- 2010 — A Jake and a Tom (аниматор)
- 2009 — 9
- 2005 — 9 (короткометражный)
- 2003 — The Astounding Talents of Mr. Grenade
- 1999 — The Hangnail